# Plyustchiella gracilis
Plyustchiella gracilis is een vlinder uit de familie van de Houtboorders (Cossidae). De wetenschappelijke naam van de soort is voor het eerst gepubliceerd in 1887 door Hugo Theodor Christoph.
De soort komt voor in Oezbekistan en Turkmenistan.